# Yasuhiro Kanō
Pour les articles homonymes, voir Kanô.
Yasuhiro Kanō (叶 恭弘) est un mangaka japonais né le 16 décembre 1972 à Hokkaido, dans la sous-préfecture de Tokachi au Japon. Il commença sa carrière de mangaka en 1992 dans Akamaru Jump. Il fut le maître de Gege Akutami.

## Travaux
- Midnight Magic
- Black City : 1992 (4 chapitres)
- Tokyo Ants : 2001 (4 chapitres)
- Pretty Face : 2002-2003 (54 chapitres)
- M×Zero : 2006-2008 (99 chapitres)
- MP0 : One-shot de M×Zero
- She Monkey : One-shot
- Snow in the Dark : 3 chapitres
- Doki Doki Summer Beach : 2008 (One-shot)
- Akazukin Eliza : 2009 (One-shot)
- Loop (2009) : One-shot
- Harisugawa in Mirror world  : 2011 (28 chapitres)
- Kiss × Death : 2014-2018
- Kiruru Kill Me : 2020 (En cours)